# Pierre A. Riffard
Pierre A. Riffard (Tolosa, 20 gennaio 1946) è un filosofo francese, specialista di esoterismo.

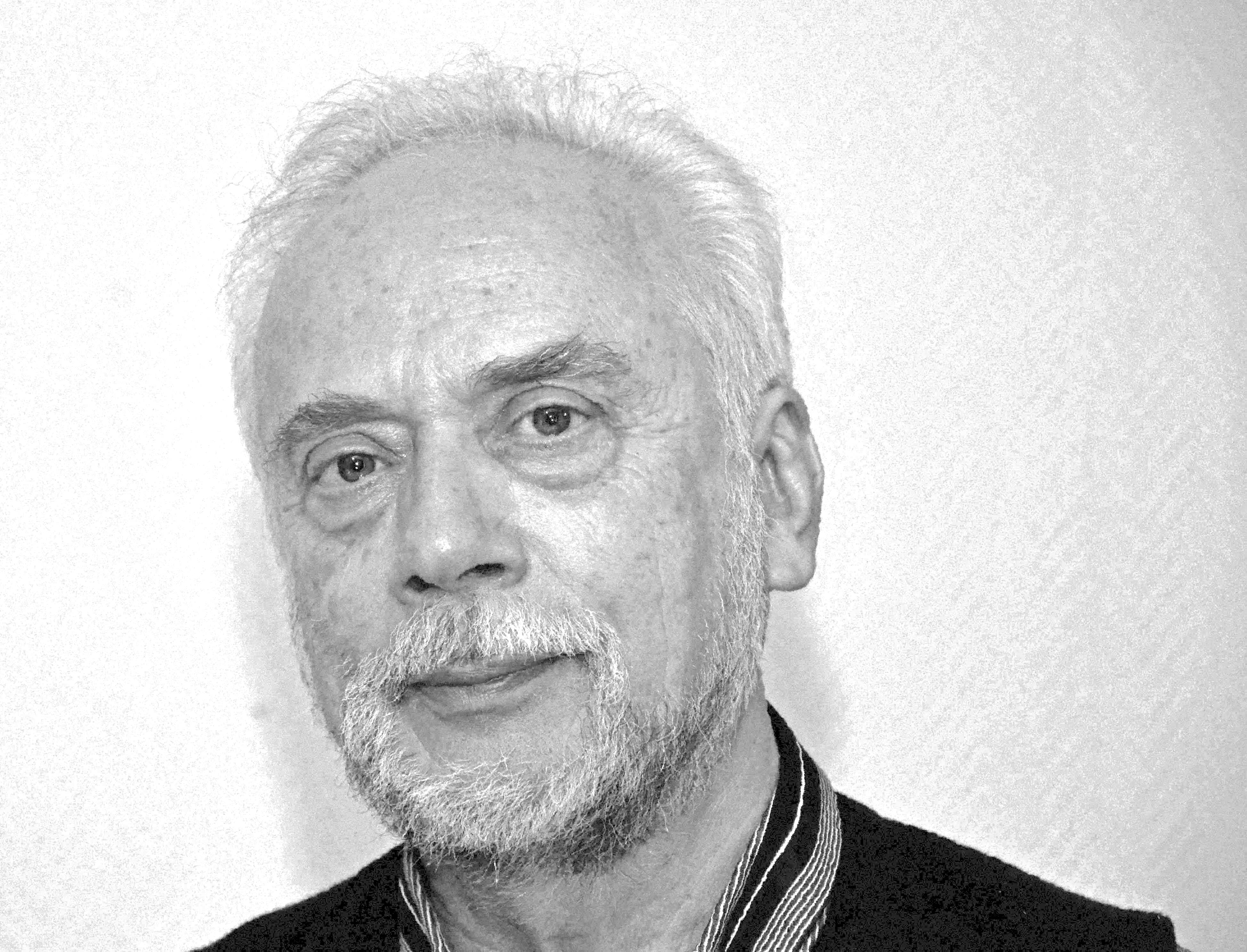
Pierre A. Riffard

Nato a Tolosa (Francia), è professore di pedagogia e filosofia all'Università Antille Francesi-Guyana Francese.
Insegnante all'estero o oltre-oceano: Asia, Oceania, Africa, America del Sud.

## Esoterismo
Secondo Pierre A. Riffard l'esoterismo sarebbe “un insegnamento occulto, una dottrina o teoria, una tecnica o procedimento, d'espressione simbolica, di ordine metafisico, con intenzionalià iniziatica. Il druidismo, il Compagnonaggio (storica branca del movimento operaio in Francia), e l'alchimia sono degli esoterismi.” 

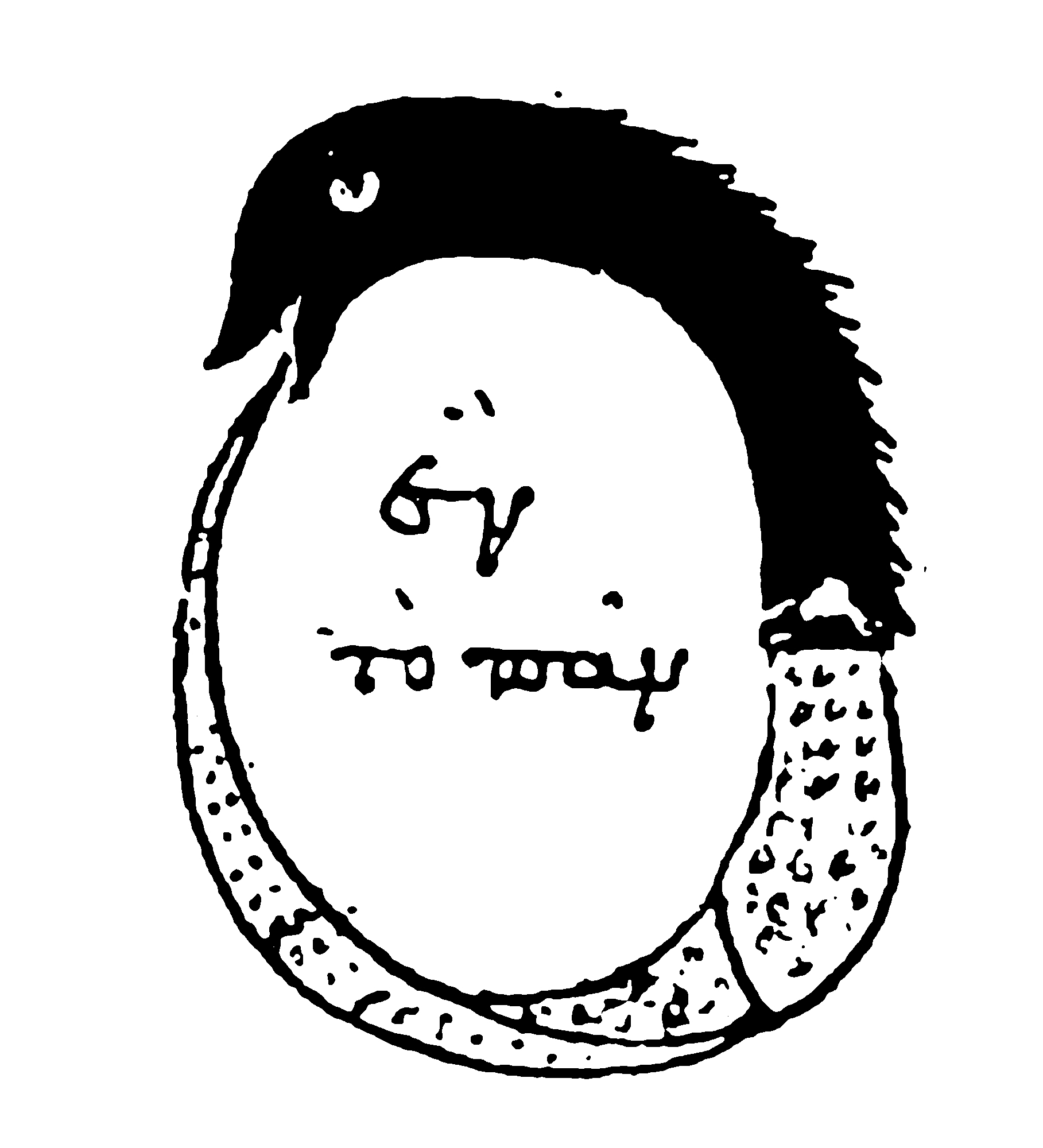
uroboro, Ἓν τὸ πᾶν, «L'Uno il Tutto » (Zosimo di Panopoli)

Pierre A. Riffard ha sostenuto una tesi di terzo ciclo in filosofia sulla formula greca Έν καì Πãν (“L'Uno e il Tutto”), seguita poi da una tesi di Stato in lettere su L'Idée d'ésotérisme (“L'idea di esoterismo”, 1987, Parigi 1 Sorbona), dopo aver condotto diverse ricerche sull'occultismo. 
Autore di un Dictionnaire de l'ésotérisme (1983: Dizionario di Esoterismo, 1987) che è divenuto un punto di riferimento in questa disciplina, ha scritto anche due grossi volumi per la collezione “Bouquins” delle edizioni Robert Laffont. Uno di questi consacrato all'esoterismo in generale (L'ésotérisme. Qu'est-ce que l'ésotérisme ?, 1990: L'esoterismo. Che cos'è l'esoterismo?, 1996) e l'altro agli esoterismi non occidentali (titolo originale: Ésotérismes d'ailleurs [“Altri Esoterismi”], 1997). Propone quindi nove variabili per definire un esoterismo:
1. la disciplina dell'arcano (mantenere il segreto). “Esoterico era l'insegnamento impartito ai discepoli di alcune scuole filosofiche (segnatamente, il Pitagorismo): si trattava di un sapere intimo e segreto, che per tale sua natura non doveva essere reso pubblico.”
2. l'impersonalità dell'autore (enfatizzare l'aspetto sovraumano del messaggio)
3. l'opposizione tra l'esoterico e l'exoterico (distinguere l'iniziato dal non-iniziato, l'occulto dal manifesto)
4. il sottile (ammettere piani di realtà invisibili, superiori: aura, corpo eterico, influenze astrali, onde telluriche, angelo custode…)
5. le analogie e le corrispondenze (mettere in correlazione tutte le parti dell'universo: macrocosmo e microcosmo. “La dottrina delle analogie e delle corrispondenze, presente in tutti gli esoterismi, sostiene che il Tutto è Uno, che i suoi livelli sono degli insiemi equivalenti i cui elementi si corrispondono termine a termine, in modo che un elemento di un insieme rappresenta simbolicamente e influenza simpateticamente l'elemento di un altro insieme; per es.: il Sole nel regno minerale e il Leone nel regno animale.”
6. il numero formale (scegliere l'aritmetica simbolica come chiave per eccellenza: sezione aurea, cicli cosmici, cabala della ghimatriah, metrica in poesia, ritmi in musica…). Pitagora : “Le cose sono numeri.”[3]
7. le scienze occulte (pensare l'interpretazione spirituale di testi, la lettura del “Libro della Natura”, l'“Archivio akashiko”, la teosofia, gli studi sulla vita dopo la morte…)
8. le arti occulte (utilizzare alchimia, astrologia, divinazione, magia, medicina occulta)
9. infine e soprattutto l'iniziazione (iniziare una ricerca di perfezionamento, di liberazione spirituale per gli altri, per sé o piuttosto per il SÉ).

In altre parole, 
“Un esoterismo è un insegnamento che prende la forma di una dottrina segreta o di un'organizzazione iniziatica, di una pratica spirituale o di un'arte occulta”.
Sulla forma, un esoterista ha il proprio segreto: la preterizione. Sostenendo di non dir nulla, come se nulla fosse, egli sta invece rivelando (“non dirò nulla della natura sacra della sessualità”: è già detto). Per esempio, simboli come la mela o il serpente arrotolato sono pieni di indici e chiavi sulla sessualità, anche se sembrerebbero soltanto offuscare il discorso o l'immagine.
Sul fondo, l'esoterista ha il proprio segreto: la reversione. Egli ribalta le idee ordinarie, rigira i comportamenti banali, capovolge le emozioni comuni, per ritornare all'origine. Per esempio, il kundalinî yoga fa risalire l'energia sessuale al cervello, l'alchimista ritorna alla materia primordiale, quando tutto ridiventa possibile e potente.
Sul senso, l'esoterista non ha segreti, adotta giusto uno stile di vita, quello che privilegia la parte più interna delle cose. Per esempio, in amore preferisce uno stato di coscienza superiore al piacere sessuale, in alchimia si attacca all'immagine solare dell'oro piuttosto che al suo valore commerciale.
“Riffard's approach may thus be characterized as universalist, religionistic, and trans-historical” (“L'approccio di Riffard può essere caratterizzato quale universalista, religionista e trans-storico”) -Wouter J. Hanegraaff.

## Filosofia
Pierre A. Riffard ha recentemente pubblicato alcuni saggi (Les philosophes : vie intime, 2004: I filosofi: vita intima, 2005; Philosophie matin, midi et soir (Parigi, Presses Universitaires de France),[“Filosofia mezzogiorno mattina e sera”], 2006) focalizzati sullo stile di vita dei filosofi dal punto di vista psicologico e sociologico. Nel saggio I filosofi: vita intima si sofferma su alcuni tratti umani del filosofo, che solitamente passano inosservati, da Talete fino a Sartre:
1. un handicap: essere donna. Su una lista ufficiale di 305 filosofi classici, al 1991 si conta soltanto una donna (Hannah Arendt).
2. un'occasione: essere espatriati. Oltre il 13% dei filosofi è nato all'estero, in colonie. Oltre il 54% dei filosofi ha vissuto all'estero.
3. un vantaggio: essere orfani. 68% dei grandi filosofi era orfano a cinque anni.
4. non precocità. Secondo la media delle statistiche, la prima opera viene pubblicata a 27 anni e l'opera principale a 42 anni.
5. accettazione della lingua culturalmente dominante. È necessario farsi comprendere in una lingua colta. 23% dei grandi filosofi ha parlato latino (fino al 1889), 21% greco e francese, 13% inglese (questa lingua diventa dominante).
6. il rifiuto della religione ideologicamente dominante. Si entra in filosofia con un omicidio: quello del Dio dell'epoca, delle credenze del momento. I grandi filosofi sono per il 51% cristiani, per il 27% senza religione, per il 19% pagani.
7. disavventure amorose. L'esaltazione amorosa non rientra in un programma filosofico (tranne che per Auguste Comte). Giordano Bruno: “Certamente quello che circa tali supposti [gli individui di sesso femminile] abomino è quel studioso e disordinato amor venereo che sogliono alcuni spendervi, de maniera che se gli fanno servi con l'ingegno, e vi vignomo a cattivar le potenze et atti più nobili de l'anima intelletiva” [7]
8. rischi di follia. Un buon filosofo è in grado di gestire le proprie follie: melanconia di Eraclito, maniaco-depressione di Auguste Comte, ansia di Hegel, paranoia di Jean-Jacques Rousseau, meningoencefalite sifilitica di Nietzsche…
9. successi sulla malattia. Numerosi filosofi soffrono ma arrivano a vincere la loro malattia: chi la nefrite (Epicuro), chi i calcoli renali (Montaigne), chi la paralisi (Blaise Pascal, Feyerabend), chi i difetti visivi (Democrito, Plotino, Condillac, Cournot, Gonseth)…
10. documenti d'identità oscuri. I filosofi giocano molto coi nomi di autori, anonimato, ecc. Descartes e Kierkegaard procedono mascherati.
11. documenti professionali ingarbugliati. 43,7% dei filosofi era insegnante, gli altri religiosi (20,9%), politici (9,3%), senza professione (4,9%), medici (4%), avvocati o giuristi (3,1%), editori o giornalisti (3,1%) e pochissimi o quasi nessuno era artigiano (Henry David Thoreau), contadino (Gustave Thibon) o marinaio (Michel Serres).
12. dei piedi! Aristotelico = περιπατητικός, peripateticos = camminatore. Nietzsche: “Soltanto le idee che ci arrivano camminando hanno valore.” [8]

1. ovviamente, una testa (una testa o due, o tre, se il filosofo cambia filosofia, come Schelling, Wittgenstein, Carnap). Un grande filosofo si presenta al mondo con un'ampia memoria semantica personale e un'ossessione metafisica universale.

“La filosofia è come uno spacca noci. Alcune persone riescono soltanto a schiacciarsi le dita quando lo usano, i professionisti invece lo rigirano in tutti i sensi, fino ad arrivare a trovare persone che se ne servono per aprire quelle meravigliose noci che sono i pensieri. Filosofare è positivo, ma filosofare sé stessi è ancora meglio. Filosofare sé stessi ogni giorno sul quotidiano, sul banale è quanto di meglio possa esserci.”
“La visione che Pierre Riffard ha del filosofo è quella di un essere conteso da sollecitazioni contrarie: analisi e sintesi, il singolare e l'universale, certezza e dubbio'” (“La vision qu'a Pierre Riffard du philosophe est celle d'un être tiraillé par des sollicitations contraires : analyse et synthèse, le singulier et l'universel, certitude et doute”) -Thomas Régnier.

## Tanatologia
La tanatologia è la scienza che studia la morte.

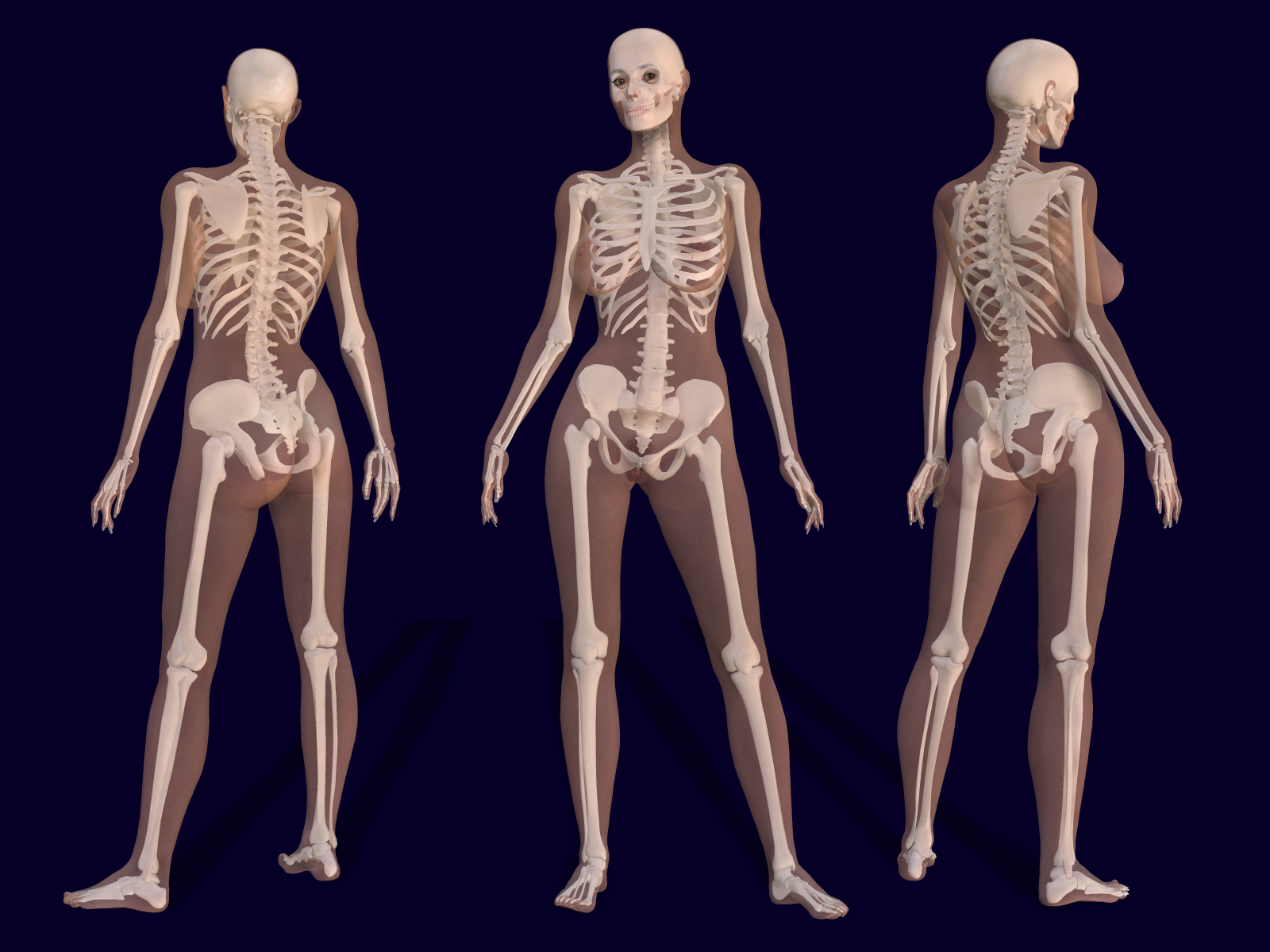
« Scheletri femminili ». Bernhard Ungerer, 2008

- “La mort selon Leibniz”, Parigi: Thanatologie, nº 83-84, 1990. La morte secondo Leibniz.
- “Comment se pose rationnellement le problème de la vie après la mort”, Thanatologie, nº 87-88, novembre 1991. Vita dopo la morte.
- “La mort selon Steiner”, Thanatologie, nº 89-90, avril 1992. La morte secondo Rudolf Steiner.
- “La mort selon Platon”, Thanatologie, nº 97-98, avril 1994. La morte secondo Platone.
- “La mort selon Descartes”, Études sur la mort, Parigi: Presses Universitaires de France (PUF), nº 114, 1998, p. 97-112. La morte secondo Descartes.
- 23 articles in Philippe Di Folco (dir.), Dictionnaire de la mort, Parigi: Larousse, coll. “In Extenso”, 2010. “Astrologia”, “Descartes”, “doppelgänger”, “Epicuro”, “esoterismo”..
- "Les méthodes des grands phılosophes", Ovadia, coll. "Chemıns de pensée", 2012, 331 p.La vie après la mort, Bouquins, "La collection", 2021, 1184 p. (avec Élisabeth Andrès et Gilbert Pons). ISBN 9-782221-131206

## Opere tradotte in italiano
- Dizionario dell'esoterismo (1983), Genova: Edizioni Culturali Internazionali (ECIG), collezione “Studi sulla storia del pensiero magico, esoterico e simbolico”, 1987, 725 p.
- L'esoterismo (1990), Milano: Biblioteca Universale Rizzoli (BUR), collezione “Supersaggi”, 1996, 2 v., 1509 p.
  - volume primo: Che cos'è l'esoterismo, 1-593+V p.
  - volume secondo: Antologia dell'esoterismo occidentale, 597-1509 p.
- “L'Esoterismo come Invenzione” (1999), Roma: Arkete. Esoterismo, Sacralità, Gnosi, numero 1, 1999.
- I filosofi: vita intima (2004), Milano: Raffaello Cortina Editore, collezione “Scienza e Idee”, 2005, 273 p.